# Milak, der Grönlandjäger
Milak, der Grönlandjäger ist ein vom US-amerikanischen Naturfilmklassiker Nanuk, der Eskimo (1921) inspirierter, weitgehend dokumentarischer deutscher Stummfilm mit einigen Spielszenen, der überwiegend 1926 im Rahmen einer Expedition vor Ort auf Grönland entstand.

## Handlung
Die Polarforscher Larsen, Svendsen und Eriksen begeben sich auf eine gefahrenreiche Nordpol-Expedition, die sie in die Schneehölle und das ewige Eis von Grönland führen soll. Während ihr Expeditionsschiff von Süden die Ostküste der Insel entlang nach Norden fährt, haben zwei der drei Skandinavier einen Eingeborenen, den Inuit Milak, als Hundeführer angeheuert. Er soll ihnen mit seiner Erfahrung helfen, die sie erwartenden größten Gefahren zu meistern. Mit den Hundeschlitten geht es nun ins Inland, wo allerlei Strapazen und Herausforderungen wie Schneestürme, Gletscherspalten, aggressive Eisbären und beißende Kälte auf die Expeditionsteilnehmer warten. Einmal rutscht ein Zelt mit einem Gletscher in das eisige Meer herab, dann wiederum stürzt ein Hundeschlitten in eine Gletscherspalte, wobei sich einer der Forscher schwer verletzt. 
Um seinen Mitstreitern nicht weiter zur Last zu fallen, versucht sich dieser Mann das Leben zu nehmen, kann aber im letzten Moment vor seiner Verzweiflungstat bewahrt werden. Derweil gerät die europäische Expedition unter Zeitdruck, denn auch die US-Amerikaner haben eine Expedition mit ähnlicher Zielvorgabe entsandt. Schließlich treffen beide Forschungsgruppen aufeinander, und der schwerverletzte Skandinavier wird an die besser ausgerüstete US-Expedition übergeben. Die Rückkehr zur Küste, wo das Expeditionsschiff bereits auf die Männer wartet, ist nicht minder beschwerlich, zumal den Männern allmählich der für das Überleben dringend benötigte Proviant ausgeht. Nur unter größter Kraftanstrengung und mithilfe eines zähen Schlittenhundes gelingt es den Forschern unter Milaks Führung, die rettende Küste zu erreichen. 

## Expeditionsverlauf und Produktionsnotizen

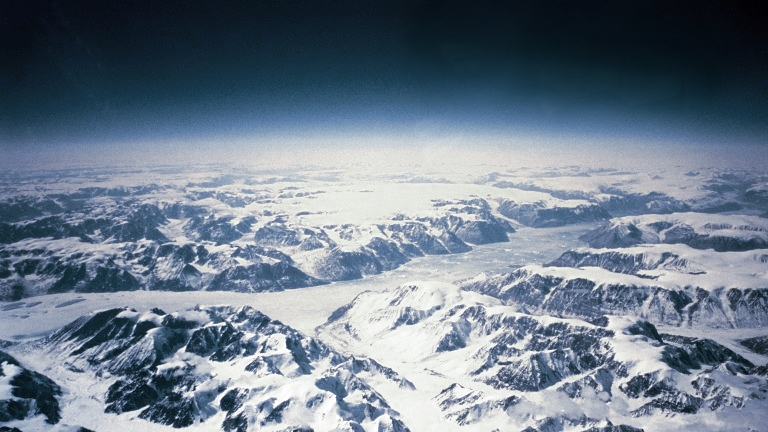
Drehort der Filmexpedition: das eis- und schneebedeckte Grönland

Die Außenaufnahmen zu Milak, der Grönlandjäger entstanden zwischen März und Oktober 1926 im Rahmen einer umfangreichen Filmexpedition, die über Spitzbergen bis nach Grönland führte. Unter der Leitung des in diversen Berufen tätigen Forschungsreisenden Bernhard Villinger nahmen auch die drei ausgewiesenen Natur- und Bergfilm-Kameraleute Sepp Allgeier, Albert Benitz und Richard Angst teil, die sich zu dieser Zeit bereits einen Namen als enge Mitarbeiter des Genrespezialisten Arnold Fanck gemacht hatten. Während der Expedition erkrankte der mitreisende Kunstmaler Waldemar Coste, der gleichfalls im Film zu sehen ist, schwer an einer Wurmfortsatzentzündung. Dr. Villinger musste daraufhin unter primitivsten Bedingungen zwei Notoperationen vornehmen, die Coste das Leben retteten. Die anschließenden Dreharbeiten daheim in deutschen Filmstudios fertigte der Russe Georg Asagaroff an. Ende September 1927 war der Film vollständig im Kasten.

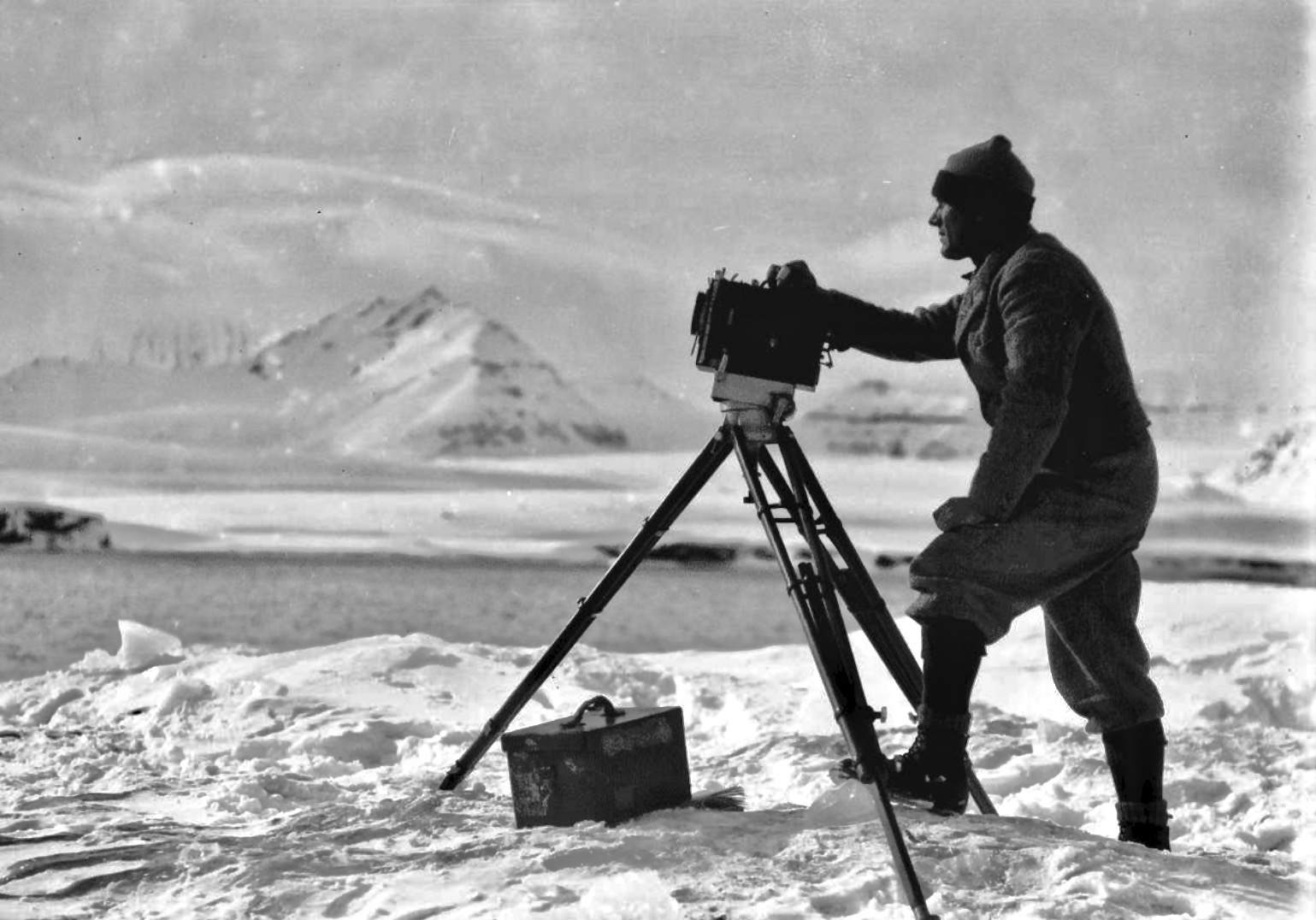
Kameramann Sepp Allgeier 1926 während der Dreharbeiten zu Milak, der Grönlandjäger

Milak, der Grönlandjäger passierte die Filmzensur am 24. November 1927 und wurde am 6. Juni 1928 in Berlins Mozartsaal uraufgeführt. Die Länge des für die Jugend freigegebenen Fünfakters betrug 2093 Meter. 

## Einordnung und Rezeption
Das Filmarchiv Austria konstatierte: „Basierend auf wahren Begebenheiten der Expeditionen von Scott, Mawsen und Koch verschwimmen hier die Grenzen zwischen Dokumentation und Spielfilm. (…) Imponierende Landschaftsaufnahmen treffen auf ethnografische Beobachtungen, eingefangen von Mitarbeitern aus Arnold Fancks »Freiburger Kameraschule«. Die Natur wird zum mitentscheidenden Akteur, indem man ihr mittels Eissprengungen zu noch mehr Imposanz verhilft.“

„Es kann keine Frage sein, daß der Grönland-Film der Ufa in der ganzen Welt, in wissenschaftlichen Kreisen sowohl wie in Filmtheatern, Aufsehen erregen wird, weil hier wirklich einmal streng wissenschaftliche Leistung und Heldenmut europäischer Forscher in vollem Umfang zur Darstellung und Geltung kommen.“

Der „Arbeiterwille“ stellte lapidar fest: „Photographie ausgezeichnet – Regie fehlt. Also Grund genug für jeden Naturfreund, sich unverdorbene Bilder anzusehen“.
Die „Reichspost“ befand: „Die Wunder und Schrecken der Polarwelt, das Leben der Eskimos, die Gefahren, Kämpfe und Entbehrungen, denen die Nordpolforscher ausgesetzt sind, werden in naturtreuen Bildern gezeigt“.
In der Bewertung der Murnau-Stiftung ist zu lesen: „Spannendes Drama, das auf wahren Begebenheiten der Expeditionen von Scott, Mawsen und Koch beruht. Die Grenzen zwischen Dokumentar- und Spielfilm werden überschritten.“